# Apomecyna flavoguttulata
Apomecyna flavoguttulata là một loài bọ cánh cứng trong họ Cerambycidae.